# Alejandro González Iñárritu
Alejandro González Iñárritu (* 15. srpna 1963, Ciudad de México) je mexický filmový režisér, producent, scenárista a hudební skladatel. Je autorem řady filmů, které získaly nejprestižnější filmová ocenění a nominace, mezi něž patří snímky Amores perros (2000), 21 gramů (2003), Babel (2006), Biutiful (2010), Birdman (2014) a Revenant: Zmrtvýchvstání (2016). Za poslední dva zmíněné filmy získal kromě jiných ocenění Oscara za nejlepší režii. Jeho zatím poslední snímek Zmrtvýchvstání (2015) si vysloužil druhý největší počet nominací na Zlaté glóby, které budou udíleny 10. ledna 2016. Na současném kubánském bienále se vrací ke své rané tvorbě.

## Režijní filmografie[2]
- 2022 – Bardo, falešná kronika několika pravd
- 2015 – REVENANT Zmrtvýchvstání
- 2015 – The One Percent – Tv seriál
- 2014 – Birdman
- 2010 – Biutiful
- 2007 – Chacun son cinéma
- 2006 – Babel
- 2003 – 21 gramů
- 2002 – 11'09''01
- 2001 – Powder Keg
- 2000 – Amores perros - Láska je kurva
- 1996 – El timbre
- 1995 – Detrás del dinero